# IRC-bot
En IRC-bot (förkortning av Internet Relay Chat Robot) är ett datorprogram eller skript som används som en virtuell användare över chattprotokollet IRC. Användningsområdena varierar stort men de vanligaste syftena med IRC-bottar är att övervaka IRC-kanaler för att skydda mot spam, "takeovers" och användare som missköter sig rent allmänt.
Det är även vanligt med bottar som givna ett kommando kan skriva ut till exempel TV-tablåer eller väderinformation.

## Skriptspråk
För de användare som inte vill skriva en IRC-bot från grunden i ett tungt programspråk finns det idag väldigt många skriptspråk som man kan använda i en befintlig IRC-klient för att uppnå samma resultat. De kanske vanligaste språken är Tcl, Perl (ofta till Irssi) och mIRC Scripting Language. Det sistnämnda är helt skräddarsytt till mIRC och har därför en mängd begränsningar; som exempel kan nämnas att värden på variabler inte kan vara hur långa som helst.

## Kuriosa
- Basshunters hitlåt Boten Anna handlar om en IRC-bot.